# Cratere Lipany
Lipany  è un cratere sulla superficie di Marte.